# Zakrystian papieski
Zakrystian papieski – dawny urzędnik papieski mający za zadanie przygotowywanie liturgii z udziałem papieża. Tradycyjnie pochodził z Zakonu Świętego Augustyna. Potocznie nazywano ich proboszczami papieża.

## Historia
Historia urzędu sięga co najmniej roku 1352, gdy papież Klemens VI mianował swojego zakrystiana z Zakonu Świętego Augustyna. W 1497 papież Aleksander VI bullą Ad Sacram nakazał, aby na to stanowisko mianować wyłącznie augustianów. Papież Klemens VIII postanowił, że zakrystianie papiescy będą mianowani biskupami. Ich tradycyjnym biskupstwem tytularnym był Porphyreon. Papież Paweł VI w motu proprio Pontificalis Domus z 1968 rozszerzył obowiązki zakrystiana papieskiego o sprawy kultu w kaplicach i apartamentach papieskich na Watykanie i w Castel Gandolfo oraz nadał mu prawo do udzielania imprimatur wobec tekstów drukowanych na terenie Watykanu z wyjątkiem dokumentów i L’Osservatore Romano.
W 1991 papież Jan Paweł II zniósł urząd zakrystiana papieskiego, a jego obowiązki rozdzielił pomiędzy trzy inne urzędy, m.in. mistrza papieskich ceremonii liturgicznych i wikariusza generalnego Państwa Watykańskiego. Augustianie jednak nadal sprawują opiekę nad zakrystią papieską.